# Hamnön
Hamnön är en ö i Lule skärgård. Ön anses ha fått sitt namn på grund av goda hamnförhållanden. Lule skärgård är en brackvattenskärgård, vilket gör den speciell med unik flora och fauna. Det nordliga läget gör också att sommarljuset samt vintermörkret ger skärgården unika förhållanden med till exempel metertjocka isar vintertid. Medeldjupet är bara strax under tio meter och skärgårdens utseende förändras årligen på grund av postglacial landhöjning. Sedan medeltiden har människor använt Småskären för säljakt och fiske. Här finns idag ett välbevarat fiskeläge och ett kapell som är det äldsta i Luleå skärgård. Kapellet restes under 1720-talet. Lämningar från äldre tiders fiskelägen kan också hittas här, såsom labyrinter, tomtningar, gistgårdar och båtlänning. Luleå skärgård består av 1312 öar.  
Hamnögrundet har ett relativt utsatt läge i Fjuksöfjärden. Bestämningsleden säger ingenting om, huruvida grundet namngivits som över- eller som undervattensgrund. Det utsatta läget i fjärden ger ett plus för undervattensläge vid namngivningen. I så fall skulle grundet ha namngivits före 1500-talet. Den intilliggande Hamnön torde då, av höjdkurvorna att döma, ha varit en ö med mycket goda hamnförhållanden. Hamnögrundet kan alltså ha namngivits som undervattensgrund.  